# کوین بردی
کوین بردی (به انگلیسی: Kevin Brady) نمایندهٔ حوزه انتخابیه هشتم تگزاس از حزب جمهوری‌خواه ایالات متحده آمریکا در مجلس نمایندگان ایالات متحده آمریکا است که برای نخستین‌بار در ۴ ژانویه ۱۹۹۷ میلادی به‌عضویت این مجلس درآمد.